# Задора (герб)
Задора (Płomień, Płomienie) — родовий герб польських, українських, литовських та білоруських шляхтичів. Всього гербом користувались 163 роди, зокрема рід Лянцкоронських.

## Історія
Початок цього герба беруть з X сторіччя, коли Болеслав ІІІ присвоїв за заслуги цей герб якомусь Задорі.
Після Городельської унії 1413 року ряд гербів, в тому числі й Задора були закріпленні за представниками литовсько-руської (української) шляхти, та відбулось зрівняння прав шляхти католицького віровизнання Королівства Польського та шляхти Великого князівства Литовського, Руського та Жемантійського. За умовами унії маршалок великий коронний Збігнев з Брзезія (Zbigniew z Brzezia) надав право користування гербом роду каштеляна Ковенського Зедибора Волимунтовича (Szedybor Wolimuntowicz).

## Опис
У лазуровому полі щита сіра голова лева, з пащі якого вибухає п'ять вогневих пломенів; у клейноді над шляхетською короною така ж голова лева. Намет лазуровий, підбитий золотом.
Представники герба:
Алантси (Alantsy), Андрушкевичі (Andruszkiewicz), Бакевичі (Bakiewicz), Бакіум (Bakium), Бальцеровські (Balcerowski), Балицькі (Balicki, Balicki z Balic, Balicki z Jaromirki), Бартоши (Bartosz), Бартошевичі (Bartoszewicz), Бартошевські (Bartoszewski), Бонки (Bąk), Біхау (Bichau), Борч (Borch), Борховські (Borchowski), Борек (Borek), Борські (Borski), Броховські (Brochowski), Брогомири (Brohomir), Бржези (Brzezie, B.-Lanckoronski и B.-Russocki), Биховські (Bychowski), Хржонстовські (Chrzastowski), Цехаржевські (Ciecharzewski), Цесельські (Ciesielski), Довгало (Dowgiallo, Dowgialo, Dawgialo, Dawgialo Kurowios Stryszka, Dawgialo Zawisza, Dowgialo Narbut), Глищинські (Gliszczynski), Гаунтал (Hauntal), Головчиці (Holowczyc), Казироди (Kazirod), Куровські (Kurowski), графи та князі Ланцкоронські (Lanckoronsky, Lankoronski v. Brzezia, Lanckoronski, Lanckoronski z Brzezia), Липинські (Lipinski), Маєвські (Majewski), Нарбути (Narburt, Narbutt), Нивицькі (Niwicki), Пашевичі (Paszewicz), Пашковські (Paszkowski, Paszkowski Lanckoronski), Пломенчик (Plomieczyk),Русаковські (Rusakowski, Russakowski), Руссоцькі (Russocki), Рвоцькі (Rwocki), Скуратовичі (Skuratowicz),Стрик (Stryk), Стриковські (Strykowski), Вояковські (Wojakowski), Воєнські (Wojenski), Задора (Zadora), Задорські (Zadorski), Завіша (Zawisza), Жиценські (Zycienski) та інші.